# Wesmaelius magnus
Wesmaelius magnus är en insektsart som först beskrevs av Douglas E. Kimmins 1928.  Wesmaelius magnus ingår i släktet Wesmaelius och familjen florsländor. Inga underarter finns listade i Catalogue of Life.